# Şerefligökgöz
Şerefligökgöz, ook wel Şerefligöközü of gewoonweg Şerefli genoemd, is een dorp in het Turkse district Haymana in de provincie Ankara. In 2004 bezochten verslaggever Cees van der Laan en politica Rita Verdonk dit dorp voor een werkbezoek.
Op grond van wet nr. 6360 werden alle Turkse provincies met een bevolking van meer dan 750.000 inwoners uitgeroepen tot grootstedelijke gemeenten (Turks: büyükşehir belediyeleri), waardoor de dorpen in deze provincies de status van mahalle hebben gekregen (Turks voor stadswijk). Ook Şerefligökgöz heeft sinds 2012 de status van mahalle.

## Geschiedenis
Het dorp Şerefligökgöz werd in de eerste helft van de negentiende eeuw gesticht. Tijdens de Slag om Sakarya in 1921 vestigde het Griekse leger zich tijdelijk in het dorp.

## Geografie

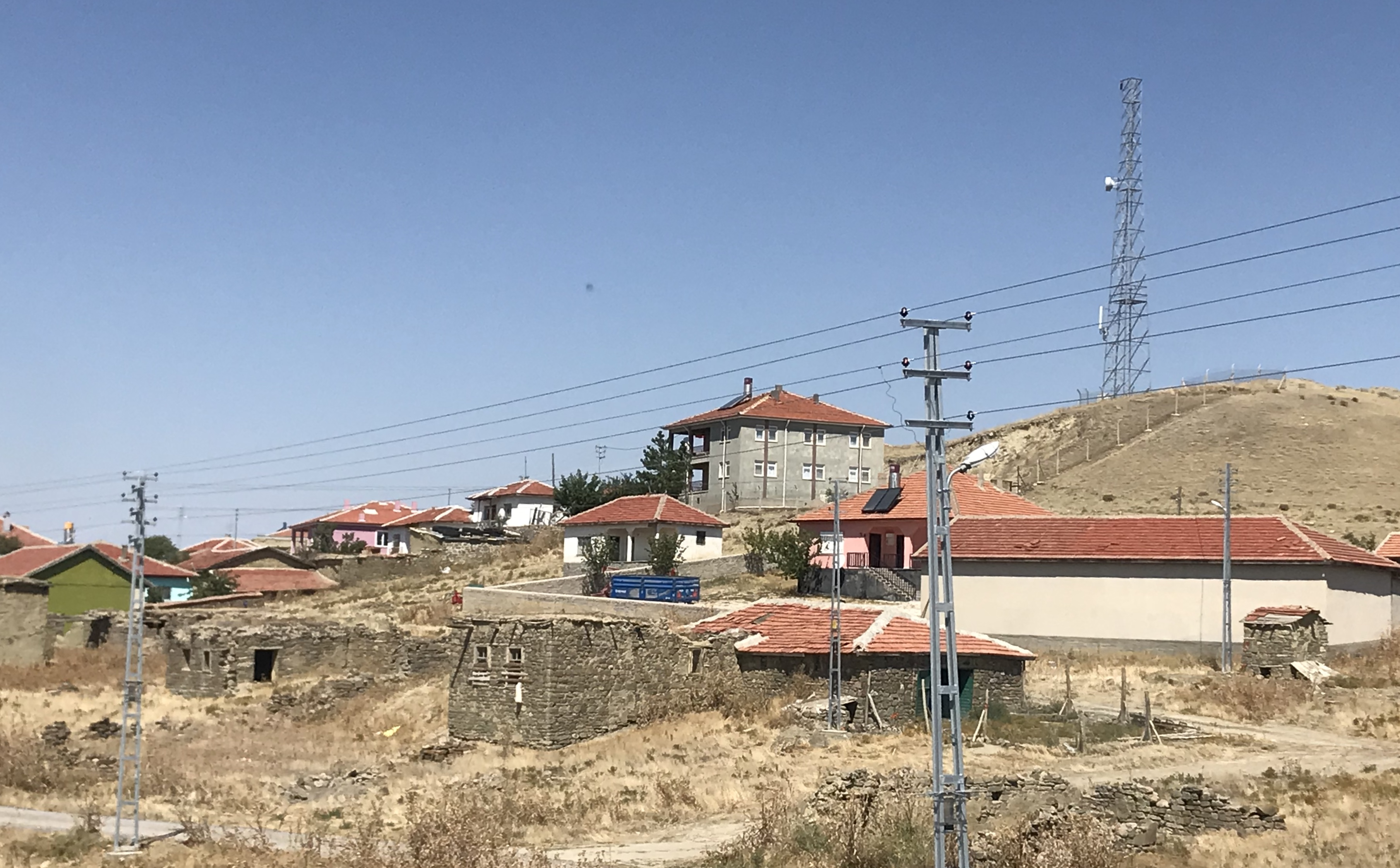
Uitzicht op het dorp Şerefligökgöz

Het dorp heeft een oppervlakte van 73 hectare. Het dorp ligt 23 km ten zuiden van het centrum van Haymana, 97 km ten zuiden van de Turkse hoofdstad Ankara, 69 km ten oosten van Polatlı en 64 km ten noorden van Kulu. 

## Bevolking
Op 20 oktober 1935 werd de tweede volkstelling in Republiek Turkije gehouden. Het dorp telde toen 459 inwoners. Op 20 oktober 1940, precies vijf jaar later, werden er 471 inwoners geteld, waarvan 236 mannelijk en 235 vrouwelijk. Dit aantal nam vervolgens toe tot een recordaantal van 929 inwoners in 1975, waarna het inwonersaantal langzaam maar geleidelijk begon af te nemen. Op 31 december 2019 werden er (officieel) 279 inwoners geregistreerd, bestaande uit 134 mannen en 145 vrouwen. Van de geregistreerde bevolking leeft echter minder dan de helft permanent in het dorp. In de zomermaanden vervijfvoudigd de bevolking van het dorp doordat inwoners uit steden en uit het buitenland hun geboortedorp komen bezoeken.
| Mannen            | -   | 236 | 229 | -   | 369 | 410 | 433 | 448 | -   | -   | -   | -   | -   | -   | 134 |
| Vrouwen           | -   | 235 | 226 | -   | 336 | 379 | 464 | 481 | -   | -   | -   | -   | -   | -   | 145 |
| Inwoners (totaal) | 459 | 471 | 455 | 552 | 705 | 789 | 897 | 929 | 907 | 872 | 649 | 490 | 487 | 270 | 279 |

De meeste inwoners zijn etnische Turken en spreken de Turkse taal. Sommige inwoners hebben (voor)ouders van Turkmeense, Koerdische, Tataarse en/of Bosnische afkomst. De inwoners uit dit dorp worden 'Şerefliler' genoemd in de volksmond.

#### Emigratie
Vanaf 1965 begonnen veel jongens en mannen het dorp Şerefligökgöz te verlaten op zoek naar werk en betere leefomstandigheden. Nagenoeg allen verhuisden als gastarbeiders naar Nederland, en in veel mindere mate naar andere West-Europese landen, zoals Oostenrijk; Duitsland; Frankrijk en Denemarken. Er wonen zelfs in landen als Canada en Australië mensen die oorspronkelijk uit dit dorp komen. Deze gastarbeiders brachten later, dankzij het recht op gezinshereniging, hun familie uit het dorp over naar hun nieuwe thuisland, waardoor de bevolking van Şerefligökgöz in een rap tempo begon af te nemen (zie: bovenstaand tabel). Vanaf het begin van de 21e eeuw leeft slechts een fractie van de oorspronkelijke bevolking nog in het dorp, terwijl meer dan de helft van de oorspronkelijke inwoners in Nederland, en dan met name in Amsterdam, woonachtig is. In Amsterdam-Noord hebben zij een stichting genaamd Hollanda Şerefliler Derneği te ms. Oslofjordweg 26.

## Economie

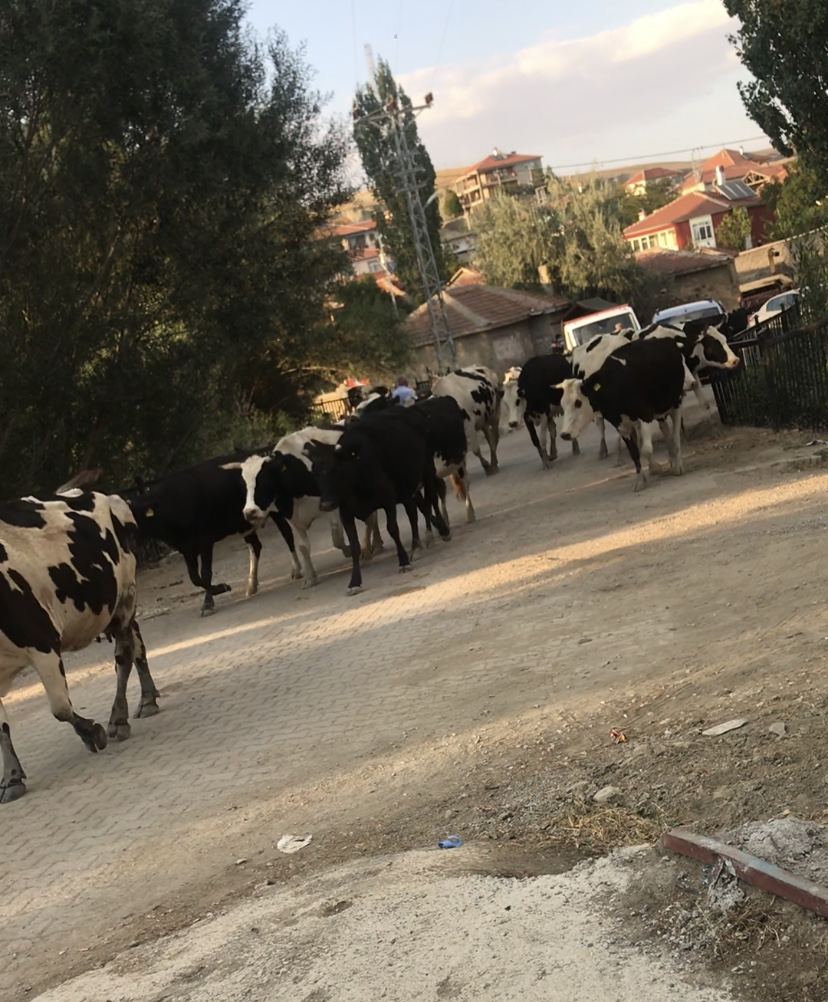
Een kudde koeien in het dorp Şerefligökgöz

Landbouw is de meest voorkomende economische activiteit in het dorp, maar neemt af naarmate de bevolking ouder wordt en de jongere generatie naar steden en het buitenland blijft emigreren. Vooral de veeteelt, en met name de rundveehouderij, is populair. Ook de tuinbouw komt op veel kleinere schaal voor, waardoor de meeste inwoners zelfvoorzienend in voedselproductie zijn.
Veel mensen krijgen bovendien steun van familieleden die in West-Europa wonen, door middel van geldovermakingen.

## Faciliteiten
Er is sinds 1964 een functionerende moskee in het dorp. Er is ook een kleine supermarkt en een tankstation.
De basisschool, die in 1952 werd gebouwd, is gesloten, omdat er weinig gezinnen met schoolgaande kinderen in het dorp wonen. In 2018 waren er minder dan tien gezinnen met schoolgaande kinderen. Deze kinderen gaan sindsdien met een schoolbus naar een basisschool in het nabijgelegen dorp Yenice (9,7 km verderop).